# Federica Cesarini
Federica Cesarini (Cittiglio, 2 de agosto de 1996) es una deportista italiana que compite en remo.
Participó en los Juegos Olímpicos de Tokio 2020, obteniendo una medalla de oro en la prueba de doble scull ligero.
Ganó una medalla de oro en el Campeonato Mundial de Remo de 2017 y cinco medallas en el Campeonato Europeo de Remo entre los años 2012 y 2022.
Estudió Administración Pública y Política en la Universidad Internacional Libre de Guido Carli.

## Palmarés internacional
| Juegos Olímpicos   | Juegos Olímpicos          | Juegos Olímpicos  | Juegos Olímpicos        |
| Año                | Lugar                     | Medalla           | Prueba                  |
| ------------------ | ------------------------- | ----------------- | ----------------------- |
| 2020               | Tokio (Japón)             | Medalla de oro    | Doble scull ligero      |
| Campeonato Mundial |                           |                   |                         |
| Año                | Lugar                     | Medalla           | Prueba                  |
| 2017               | Sarasota (Estados Unidos) | Medalla de oro    | Cuatro scull ligero     |
| Campeonato Europeo |                           |                   |                         |
| Año                | Lugar                     | Medalla           | Prueba                  |
| 2012               | Varese (Italia)           | Medalla de plata  | Ocho con timonel        |
| 2019               | Lucerna (Suiza)           | Medalla de oro    | Scull individual ligero |
| 2020               | Poznań (Polonia)          | Medalla de plata  | Doble scull ligero      |
| 2021               | Varese (Italia)           | Medalla de oro    | Doble scull ligero      |
| 2022               | Múnich (Alemania)         | Medalla de bronce | Doble scull ligero      |